# Richard Hergest
Richard Hergest (* 1754 in London; † 11. Mai 1792 auf Oʻahu) war ein britischer Marineoffizier und Entdecker. Für einige Jahre galt er als europäischer Erstentdecker einiger Inseln der Marquesas, bis sich herausstellte, dass sie bereits 1595 von dem Spanier Alvaro Mendana de Neira bzw. 1791 von Joseph Ingraham gesichtet worden waren. Hergest fertigte die erste vollständige und zuverlässige Karte der Marquesas-Inseln, auf der auch Details, wie Kap Tikapo und die Buchten von Taipivai und Taiohae verzeichnet sind.

## Leben
Hergest wurde als ältester Sohn von Jeremiah und Margaret Hergest in Whitechapel im Osten Londons geboren. Er hatte noch sechs Geschwister. Sein Vater war Tuchhändler. Wahrscheinlich stammte die Familie ursprünglich aus Herefordshire in Westengland, denn an der englisch-walisischen Grenze gibt es einen Berg mit dem Namen Hergest Ridge.
Als einfacher Matrose trat er im Alter von 16 Jahren in die Royal Navy ein und diente zunächst auf den Linienschiffen Augusta und später als „able seaman“ auf der HMS Marlborough. An James Cooks zweiter Südseereise von 1772 bis 1775 nahm er auf der HMS Adventure teil, zunächst ebenfalls als AB, später als Midshipman. Von dieser Fahrt ist ein handschriftliches Journal von Hergest im Archiv der britischen Admiralität erhalten.
Als Kapitän Cook 1776 zu seiner dritten Südseereise aufbrach, war Hergest als Midshipman auf der Resolution erneut mit dabei. Auf dieser Reise freundete er sich mit George Vancouver an, der ebenfalls auf der Resolution diente. Vancouver sollte ihn später in einem Brief „als meinen besten Freund seit vielen Jahren“ bezeichnen. Hergest war unmittelbarer Zeuge der Ermordung von James Cook am 14. Februar 1779 auf Hawaii. Gleich nach Abschluss der Fahrt wurde er am 14. Oktober 1780 zum Lieutenant befördert.
Am 1. April 1791 stach Vancouver mit der Discovery und dem Begleitschiff Chatham von Falmouth in See zu seiner drei Jahre dauernden Expedition in den Pazifik. 1792 erhielt Hergest das Kommando über die Daedalus, einem Versorgungsschiff, das dem Schiffsagenten Alexander Davison aus London gehörte. Hergest sollte sich mit der Vancouver-Expedition im Nootka Sound im Nordpazifik treffen, um die Männer mit Nachschub zu versorgen. Die Daedalus umrundete Cap Hoorn und segelte in den Pazifik. Die Reise war beschwerlich, in einem Sturm wurde die Takelage schwer beschädigt und, schlimmer noch, das Schiff fing Feuer. Die Unglücksfälle beschädigten auch die für die Vancouver-Expedition so wichtige Ladung.
Am 30. März 1792 sichtete Hergest drei Inseln der Marquesas-Gruppe, die er Riou´s Island (Ua Huka), Trevenens Island (Ua Pou) und Sir Henry Martins Island (Nuku Hiva) taufte. Später stellte sich heraus, dass der amerikanische Handelskapitän Joseph Ingraham die Inseln bereits ein Jahr zuvor entdeckt hatte. Bald danach sichtete er die Insel Motu Iti, die er Hergest Rocks nannte und landete auf der Insel Eiao (Roberts Island), auf der er Spuren der Ureinwohner entdeckte, obwohl die Insel damals schon unbewohnt war.
Die Daedalus segelte weiter nach Hawaii und ankerte am 11. Mai 1792 in der Waimea Bucht auf der Insel Oʻahu, um Frischwasser aufzunehmen. Obwohl Hergest von zwei Hawaiianern an Bord gewarnt wurde, im Tal würden „böse Menschen“ leben, ging er mit dem Astronomen William Gooch und zwei Seeleuten an Land. Während die beiden Matrosen die Wasserfässer befüllten, wurde die Gruppe von tätowierten und bewaffneten Kriegern angegriffen, die Hergest, Gooch und einen der Seeleute töteten. Der zweite Matrose konnte sich an Bord in Sicherheit bringen. Richard Hergest erlitt also das gleiche Schicksal wie sein Vorbild James Cook dreizehn Jahre zuvor. Der Erste Offizier Thomas New segelte mit der Daedalus unverzüglich nach Nootka und informierte Vancouver über die Ereignisse auf Oʻahu.
Am 20. März 1793 traf Vancouver in der Waimea Bucht ein und ermittelte mithilfe eines örtlichen Häuptlings drei Männer, die er des Mordes an seinem Freund Hergest beschuldigte. Nach einer Verhandlung unter der Beteiligung ihres Stammeshäuptlings wurden sie erschossen. Vancouver nahm einen Bericht von Hergest in sein Buch Voyage of Discovery to the North Pacific Ocean, and Round the World in the Years 1791-95 auf.